# Testa dell'Arietta
La Testa dell'Arietta ((FR)  Tête d'Arietta - 3.001 m s.l.m.) è una montagna delle Alpi Graie che si trova tra il Piemonte e la Valle d'Aosta.

## Caratteristiche

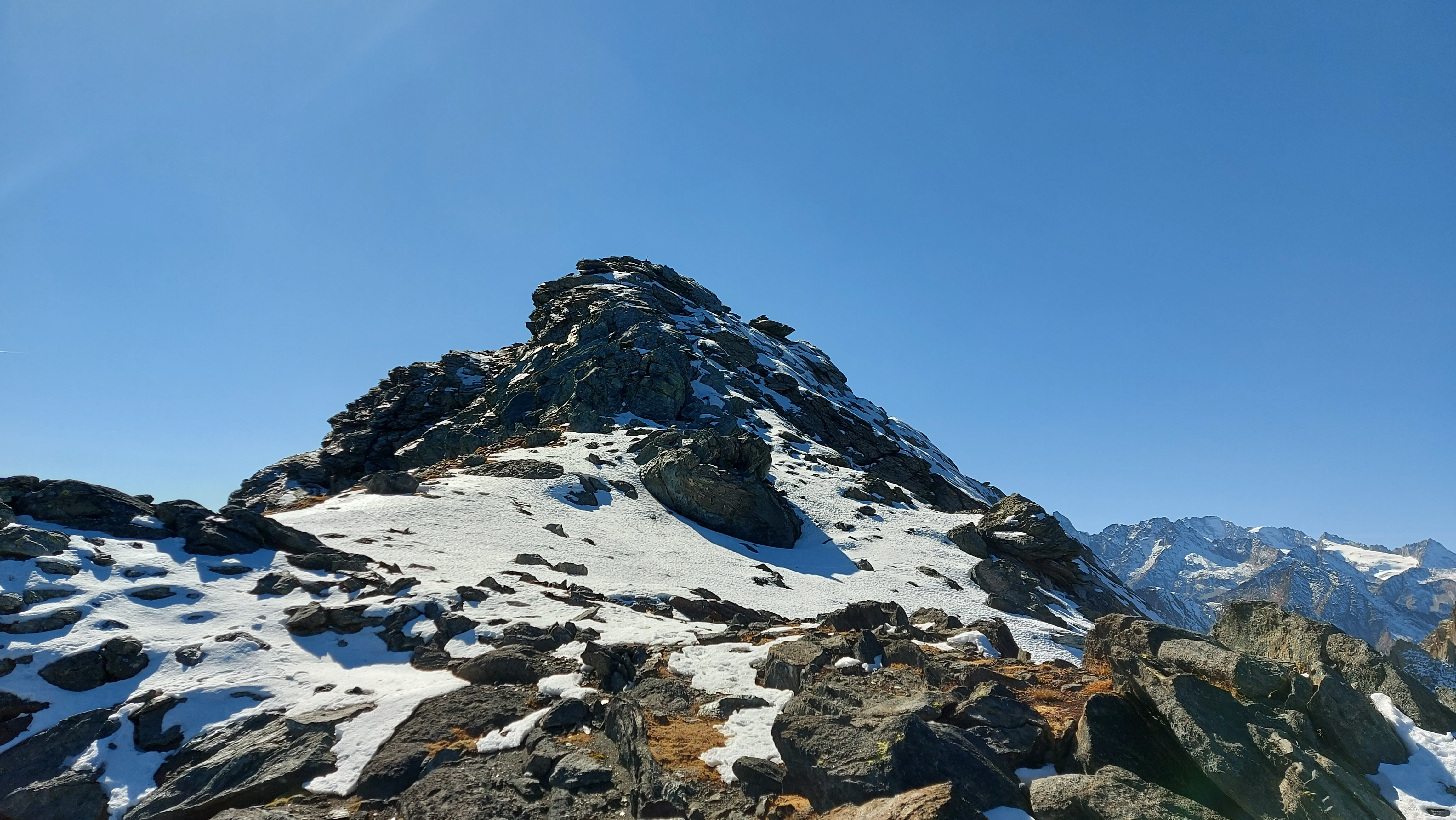
La cresta finale della montagna salendo dal colle dell'Arietta.

la montagna è collocata in fianco al colle dell'Arietta. Dal versante piemontese domina la Piana d'Azaria al fondo della val Soana.

## Salita alla vetta
Dal versante piemontese si può salire alla vetta partendo da Campiglia Soana, mentre dal versante valdostano si può partire da Lillaz. In entrambi i casi si arriva al colle dell'Arietta e poi si risale la facile cresta nord-est.